# Афрички куп нација 2019.
Афрички куп нација 2019. је 32. континентално првенство Африке у фудбалу, које се одржало у Египту од 21. јуна до 19. јула 2019. Први део првенства играо се по групама, а затим је следила елиминациона фаза. Ово је било прво првенство на коме су наступале 24 афричке репрезентације.
Домаћинство је најпре додељено Камеруну, али је одузето 30. новембра 2018. због кашњења у испоруци инфраструктуре. Дана 8. јануара 2019. извршна комисија Афричке фудбалске конфедерације одредила је да домаћин буде Египат.
Алжир је у финалу победио Сенегал са 1:0 и тако освојио своју другу титулу, прву после 1990.

## Стадиони
| Међународни стадион Каиро | Стадион 30. јун   | Стадион ел Салам  |
| Капацитет: 74,100         | Капацитет: 30,000 | Капацитет: 30,000 |
|                           |                   |                   |
| Александрија              | Суец              | Исмаилија         |
| Стадион Александрија      | Стадион Суец      | Стадион Исмаилија |
| Капацитет: 19,676         | Капацитет: 27,000 | Капацитет: 18,525 |
|                           |                   |                   |

## Репрезентације које су се квалификовале
| Држава          | Квалификован             | Датум квалификовања | Досадашњи наступи | Последње учешће | Најбољи пласман                                       |
| --------------- | ------------------------ | ------------------- | ----------------- | --------------- | ----------------------------------------------------- |
| Египат          | Домаћин, други у групи Ј | 16 октобар 2018.    | 23                | 2017.           | Победник (1957, 1959, 1986, 1998, 2006, 2008. и 2010) |
| Мадагаскар      | Други у групи А          | 16. октобар 2018.   | 0                 | дебитанти       | дебитанти                                             |
| Тунис           | Први у групи Ј           | 16. октобар 2018.   | 18                | 2017.           | Победник (2004)                                       |
| Сенегал         | Први у групи А           | 16. октобар 2018.   | 14                | 2017.           | Финалиста (2002)                                      |
| Мароко          | Први у групи Б           | 17. новембар 2018.  | 16                | 2017.           | Победник (1976)                                       |
| Нигерија        | Први у групи Е           | 17. новембар 2018.  | 17                | 2013.           | Победник (1980, 1994, 2013)                           |
| Уганда          | Први у групи Л           | 17. новембар 2018.  | 6                 | 2017.           | Финалиста (1978)                                      |
| Мали            | Први у групи Ц           | 17. новембар 2018.  | 10                | 2017.           | Финалиста (1972)                                      |
| Гвинеја         | Први у групи Х           | 18. новембар 2018.  | 11                | 2015.           | Финалиста (1976)                                      |
| Алжир           | Први у групи Д           | 18. новембар 2018.  | 17                | 2017.           | Победник (1990)                                       |
| Мауританија     | Други у групи И          | 18. новембар 2018.  | 0                 | дебитанти       | дебитанти                                             |
| Обала Слоноваче | Други у групи Х          | 18. новембар 2018.  | 22                | 2017.           | Победник (1992, 2015)                                 |
| Кенија          | Други у групи Ф          | 30. новембар 2018.  | 5                 | 2004.           | Групна фаза (1972, 1988, 1990, 1992, 2004)            |
| Гана            | Први у групи Ф           | 30. новембар 2018.  | 21                | 2017.           | Победник (1963, 1965, 1978, 1982)                     |
| Ангола          | Први у групи И           | 22. март 2019.      | 7                 | 2013.           | Четвртфинале (2008, 2010)                             |
| Бурунди         | Други у групи Ц          | 23. март 2019.      | 0                 | дебитанти       | дебитанти                                             |
| Камерун         | Други у групи Б          | 23. март 2019.      | 18                | 2017.           | Победник (1984, 1988, 2000, 2002, 2017)               |
| Гвинеја Бисао   | Први у групи К           | 23. март 2019.      | 1                 | 2017.           | Групна фаза (2017)                                    |
| Намибија        | Други у групи К          | 23. март 2019.      | 2                 | 2008.           | Групна фаза (1998, 2008)                              |
| Зимбабве        | Први у групи Г           | 24. март 2019.      | 3                 | 2017.           | Групна фаза (2004, 2006, 2017)                        |
| ДР Конго        | Други у групи Г          | 24. март 2019.      | 18                | 2017.           | Победник (1968, 1974)                                 |
| Бенин           | Други у групи Д          | 24. март 2019.      | 3                 | 2010.           | Групна фаза (2004, 2008, 2010)                        |
| Танзанија       | Други у групи Л          | 24. март 2019.      | 1                 | 1980.           | Групна фаза (1980)                                    |
| Јужна Африка    | Други у групи Е          | 24. март 2019.      | 9                 | 2015.           | Победник (1996)                                       |